# Birgit Rockmeier
Birgit Rockmeier, nemška atletinja, * 29. november 1973, Moosburg an der Isar, Zahodna Nemčija.
Nastopila je na poletnih olimpijskih igrah v letih 2000 in 2004, izpadla je v prvem krogu v štafeti 4x100 m in štafeti 4x400 m. Na svetovnih prvenstvih je osvojila naslov prvakinje v štafeti 4x100 m leta 2001, na svetovnih dvoranskih prvenstvih bronasto medaljo v štafeti 4x400 m leta 2001, na evropskih prvenstvih pa naslov prvakinje v štafeti 4x400 m leta 2002 in srebrno medaljo v štafeti 4x100 m leta 1998.
Tudi njena sestra dvojčica Gabi je bila atletinja.